# Восковая персона Петра I

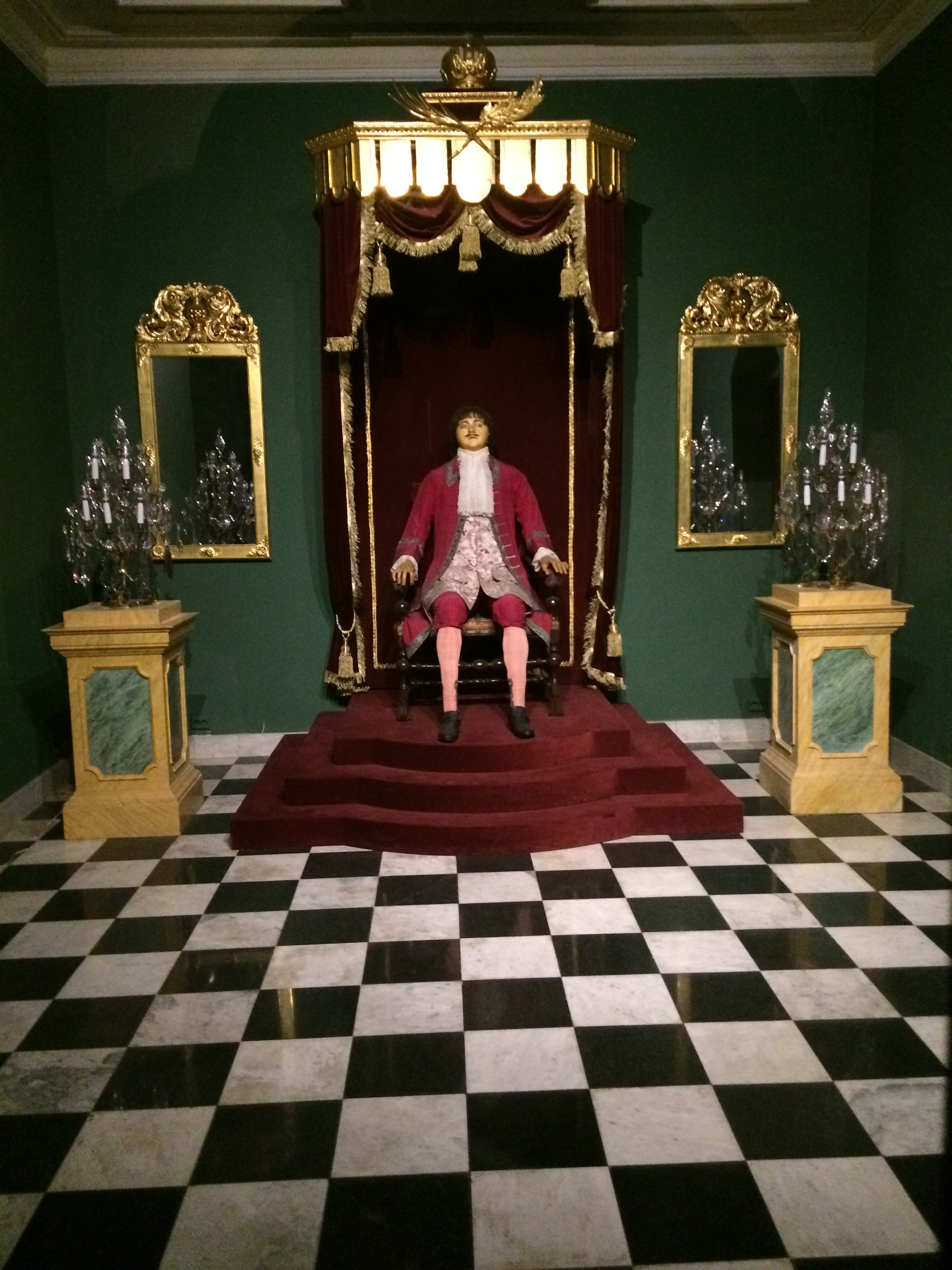

Восковая персона Петра I — восковое скульптурное изображение российского императора Петра I Бартоломео Растрелли в 1725 году. Является ценным памятником русской культуры первой четверти XVIII века и одним из немногих образцов русских портретов-статуй из воска.

## История создания
После смерти Петра I его супруга — императрица Екатерина I, желая сохранить подлинный облик супруга, поручила Карло Бартоломео Растрелли создать «восковую персону».
На основании посмертной маски, а также мерок, снятых с тела Петра Растрелли создал восковую скульптуру. Голова, кисти рук и ступни были отлиты из воска на основании слепков. Туловище, ноги и руки сделаны из дерева и соединены при помощи шарниров, что позволяло придавать фигуре естественное положение. Парик, усы и брови сделаны из собственных волос Петра I, остриженных из-за сильной жары в Персидском походе 1722 года. Глаза были написаны по финифти на золотых пластинах живописцем Андреем Овсовым. Фигуру одели в камзол лазоревого цвета с серебряными узорами и вышитым орденом Андрея Первозванного, в котором Пётр короновал Екатерину. На ноги были натянуты пунцовые чулки, надеты башмаки с серебряными пряжками. Специально для этого скульптурного воскового портрета было изготовлено кресло.

## Дальнейшая судьба
До 1730 года скульптура оставалась в мастерской Растрелли. В 1732 году её перевезли в Кунсткамеру, где поместили в «Императорский кабинет», отделанный сукном и зелёной камкой. Скульптуру Петра I установили на возвышении под балдахином с четырьмя резными кронштейнами. По сторонам его были поставлены два шкафа с предметами вооружения и регалиями.
В 1736—1738 годах для скульптуры сделали новый парик, усы и брови. Скульптурное изображение императора пострадало при пожаре 1748 года. После него, скульптура была восстановлена. Восстановлением занимался сын Растрелли. Позже восковая скульптура первого российского императора была помещена в Эрмитаж, где находится до настоящего момента.

## В культуре
Повесть Юрия Тынянова «Восковая персона» рассказывает о последних днях и смерти Петра I и о создании «восковой персоны».

## Легенды, связанные с персоной
Ходит легенда о том, что восковой император — живой. Время от времени он встаёт со своего трона и прогоняет пришедших к нему за неподобающее поведение.